# Deolindo de Souza Gomes Couto
Deolindo de Souza Gomes Couto (Rio de Janeiro, 4 de abril de 1931 – Rio de Janeiro, 21 de dezembro de 2020) foi um médico brasileiro.
Graduado em medicina pela Faculdade Nacional de Medicina da Universidade do Brasil em 1955. Foi eleito membro da Academia Nacional de Medicina em 1973, sucedendo Pedro Paulo Paes de Carvalho na Cadeira 24, também patrono desta cadeira.